# Daia (Apold), Mureș
Daia, mai demult Daia Săsească, (în dialectul săsesc Doendref, Dändref, în germană Denndorf, Dellendorf, în maghiară Szászdálya, Dálya) este un sat în comuna Apold din județul Mureș, Transilvania, România.

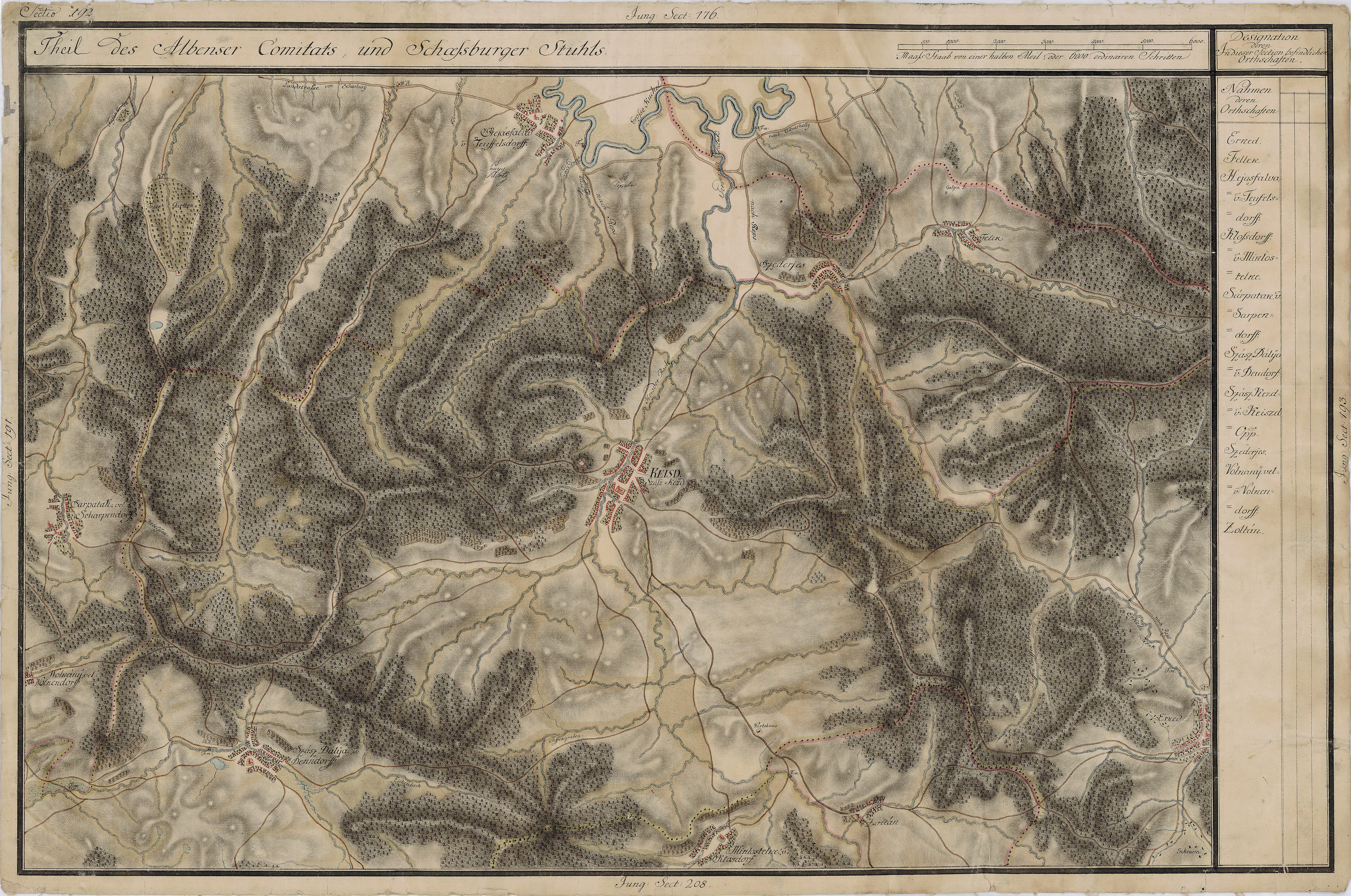
Daia (Apold) pe Harta Iosefină a Transilvaniei, 1769-1773

## Monumente
- Biserica fortificată din Daia, Mureș

## Personalități
- Roland Gunesch, handbalist
- Roman Morar, profesor universitar
- Roman Moldovan, 1911 - 1996, om politic comunist, membru titular al Academiei Române

## Galerie de imagini

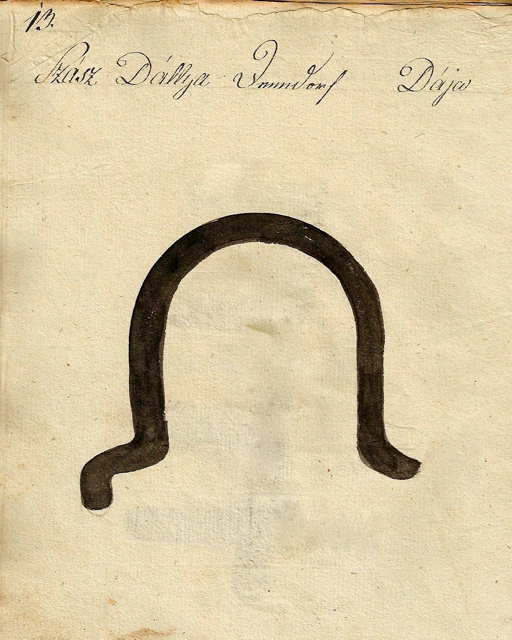
1826 - Danga pentru vitele din Daia
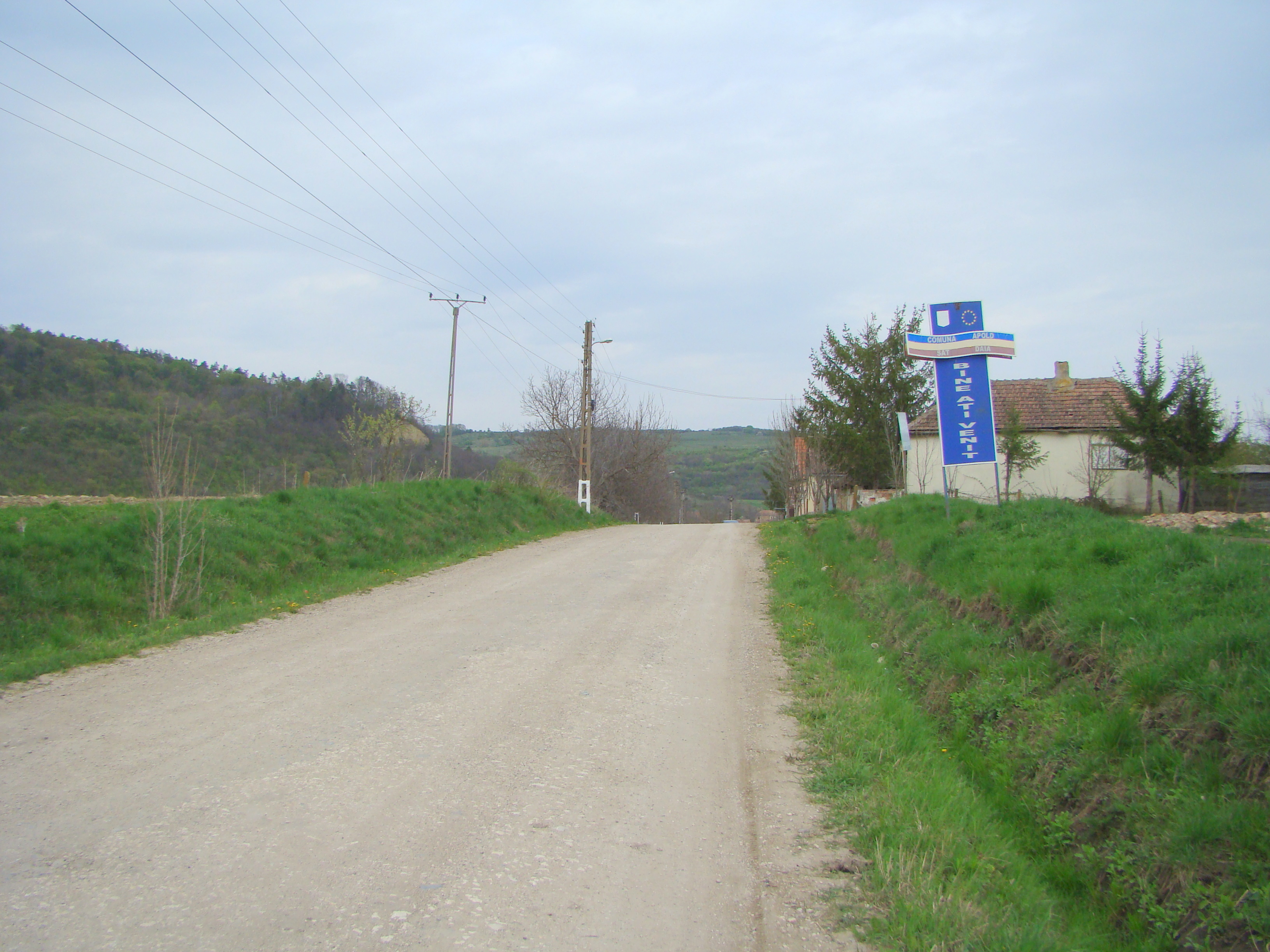
Intrarea în localitate
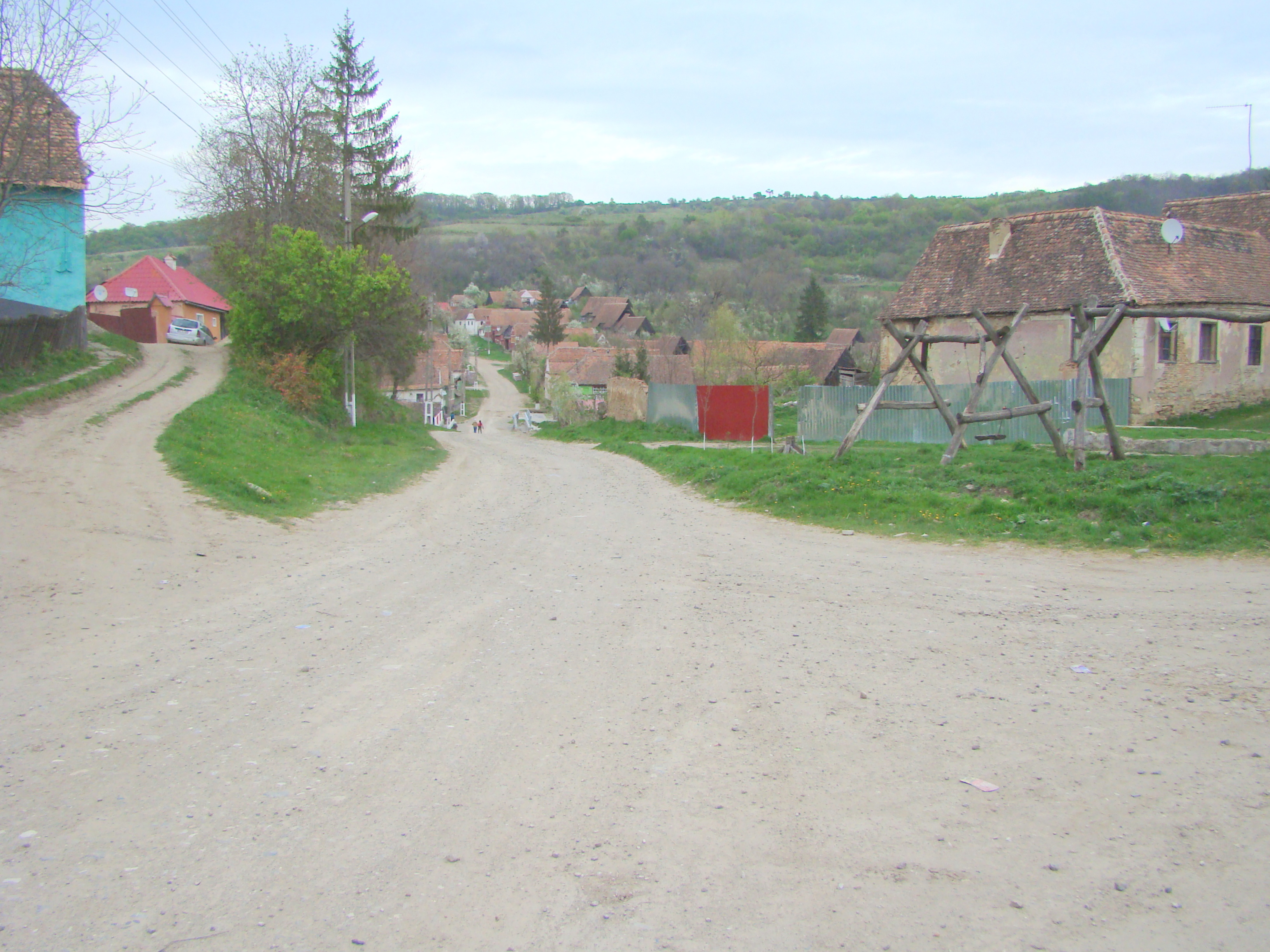
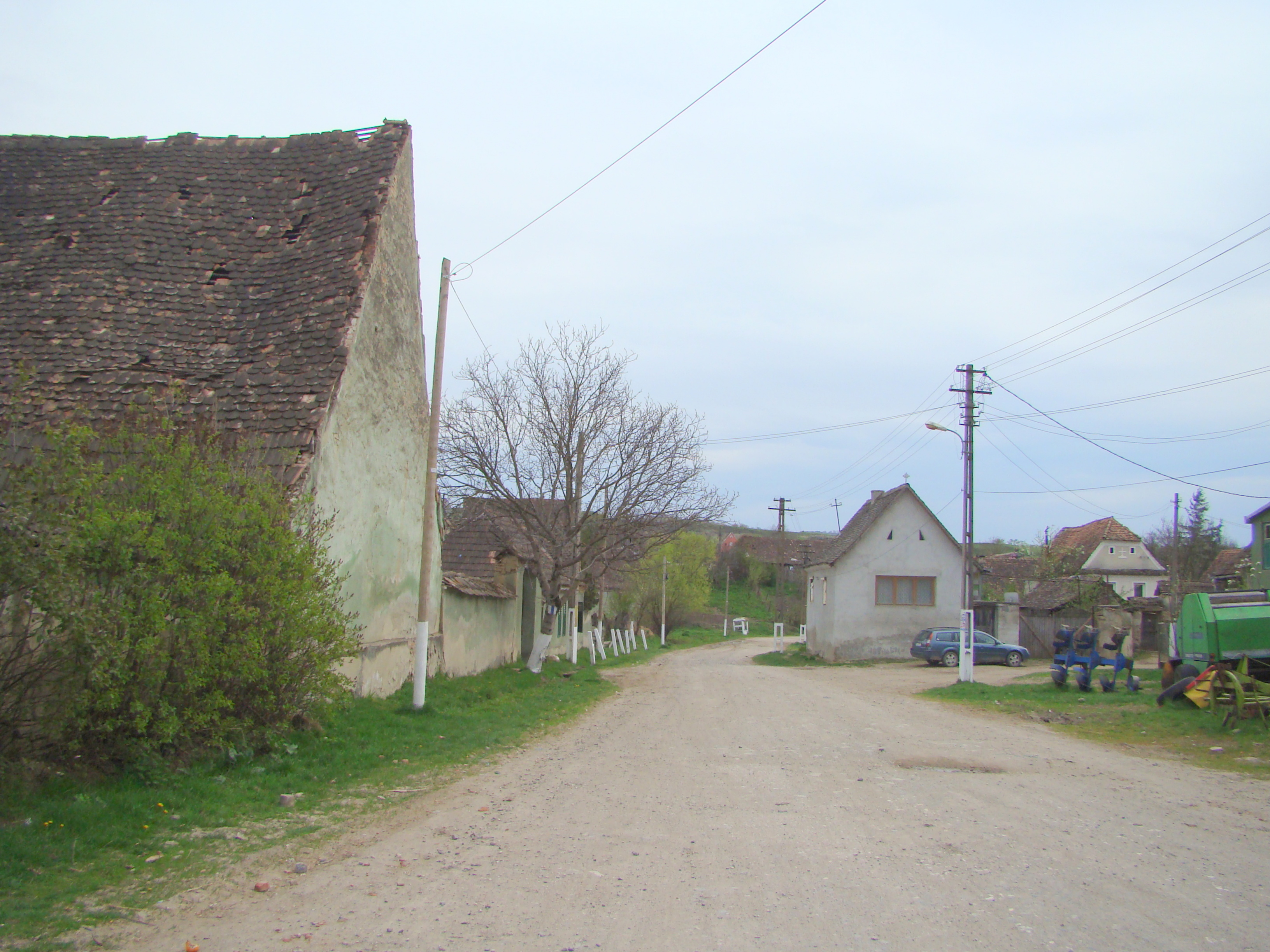
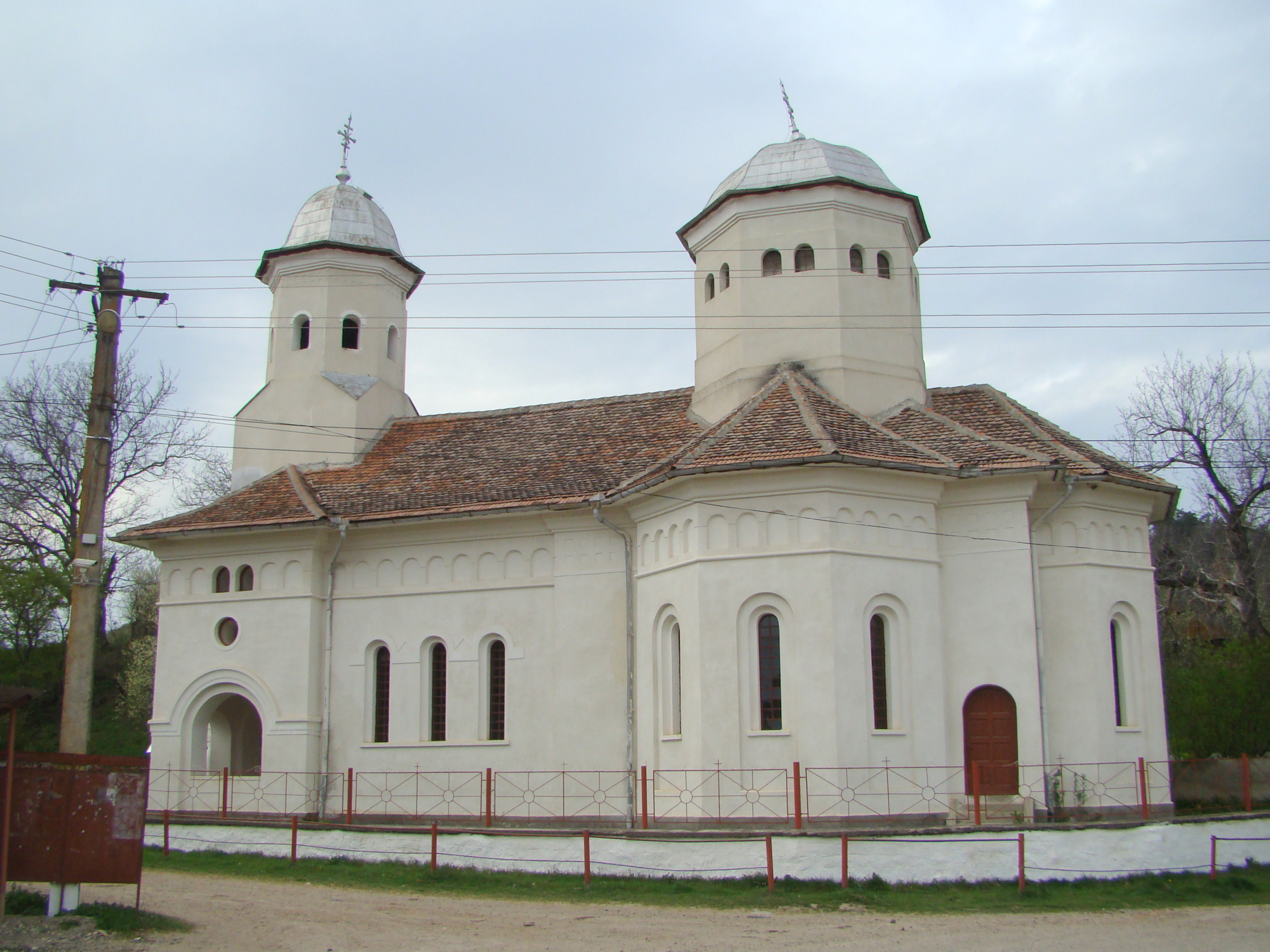
Biserica ortodoxă
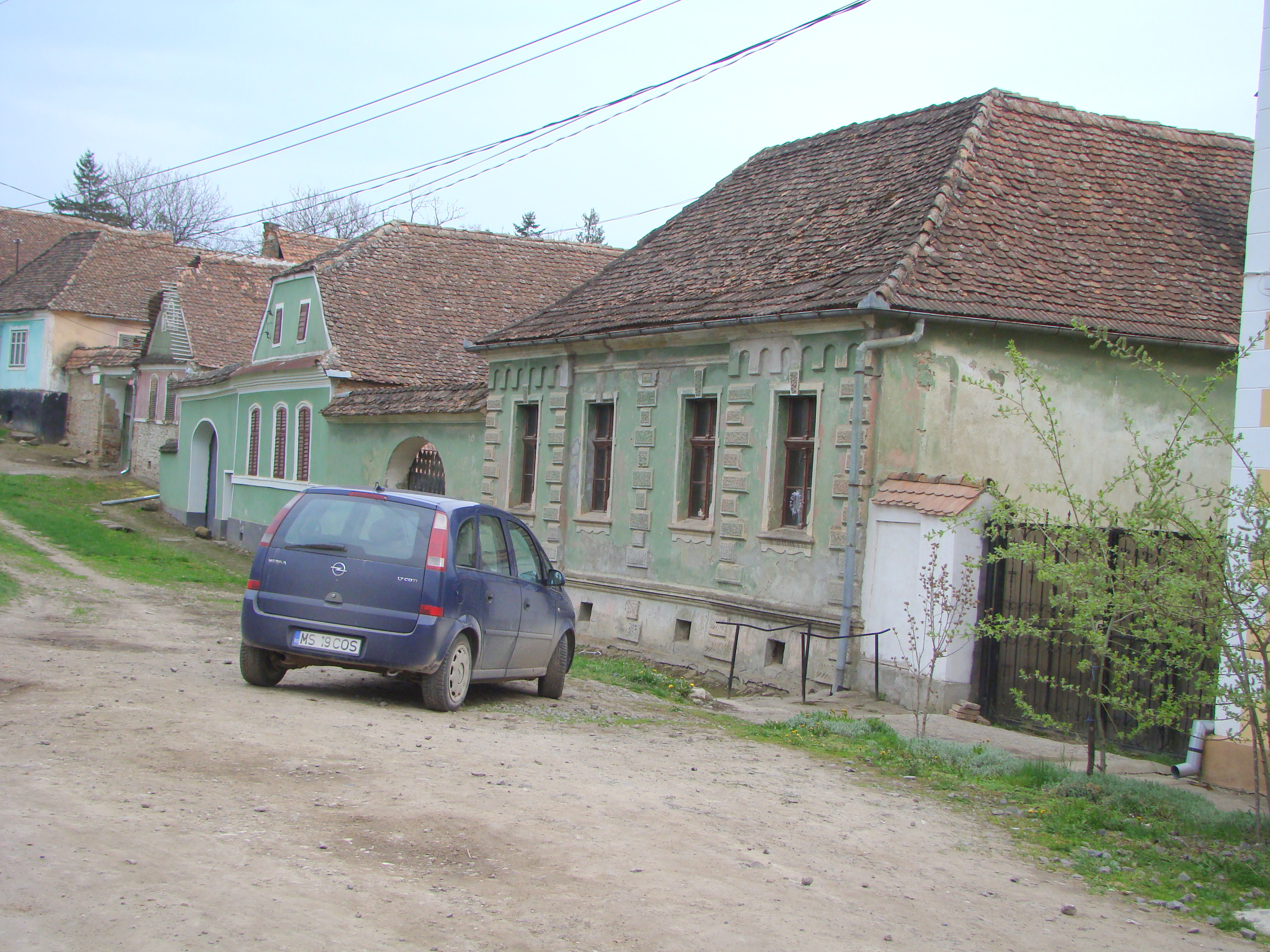
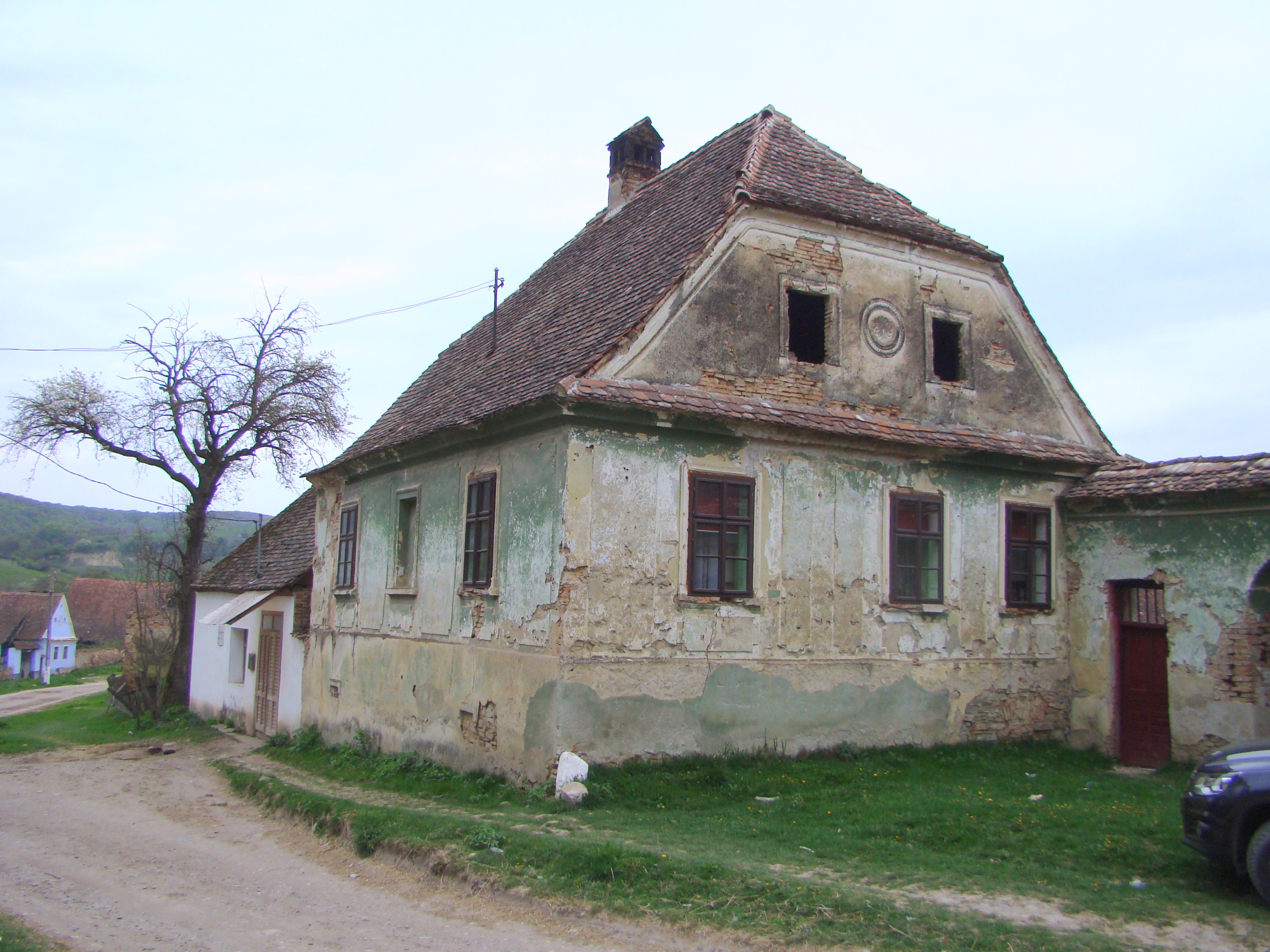
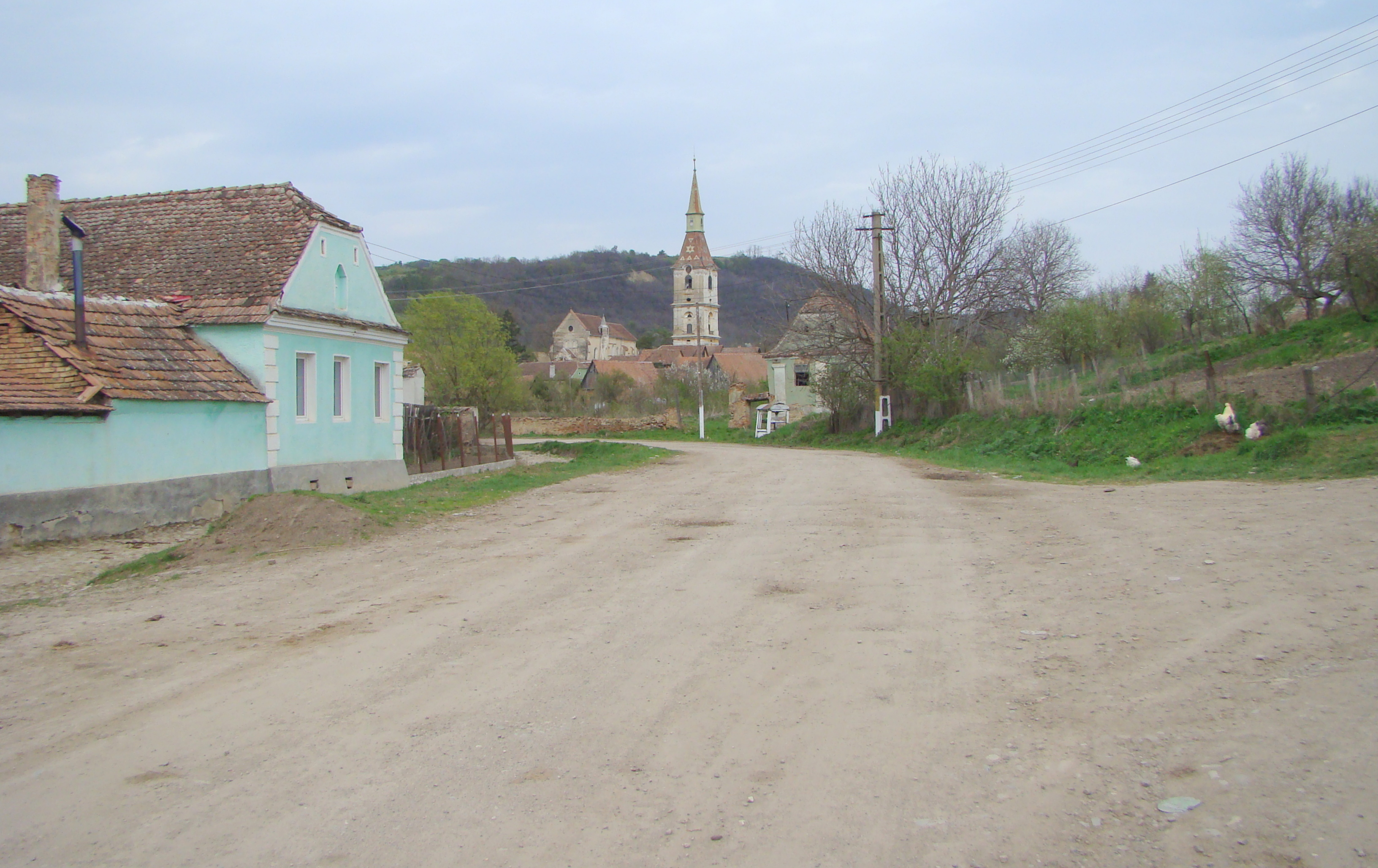
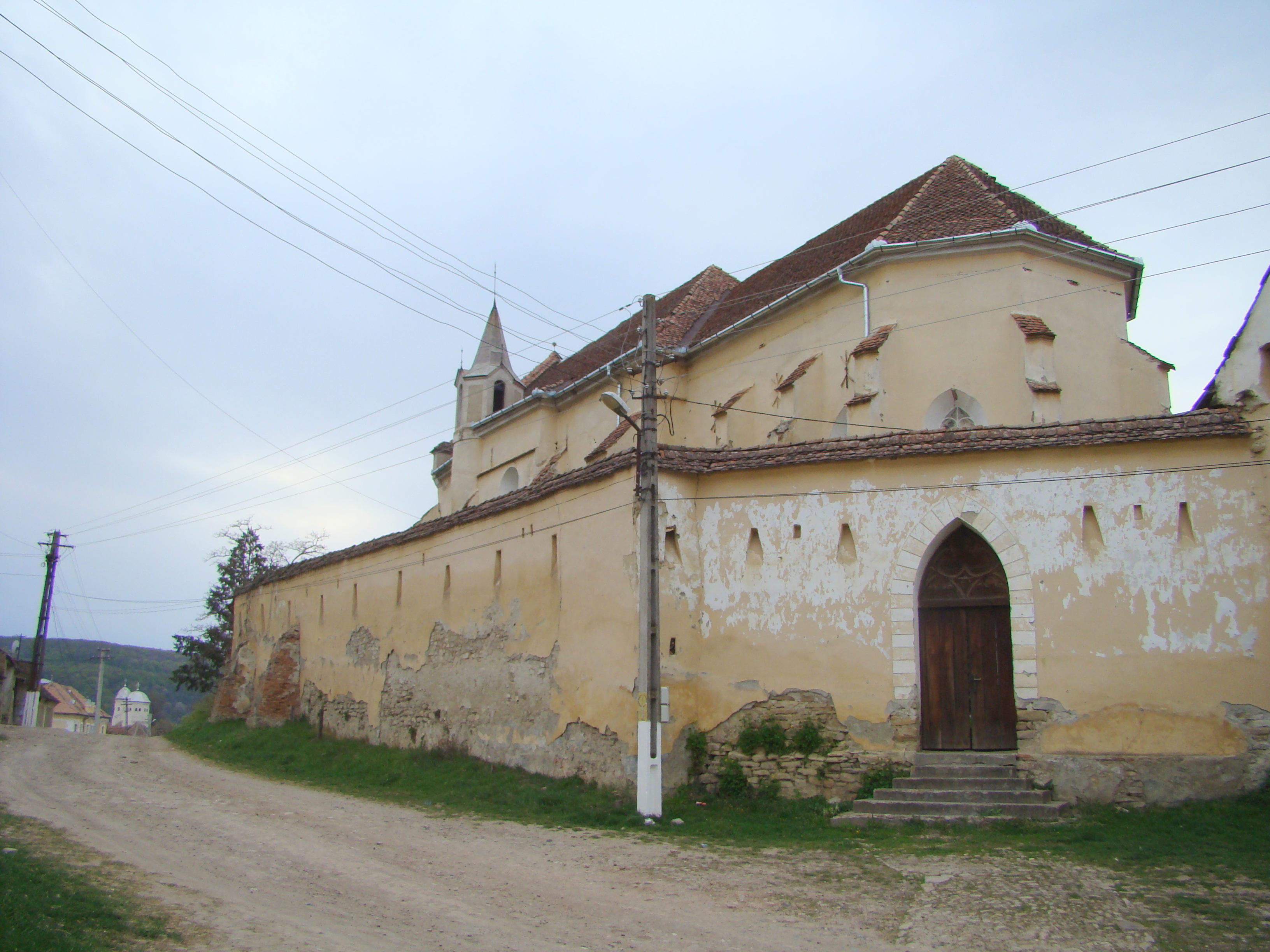
Biserica evanghelică fortificată (monument istoric)
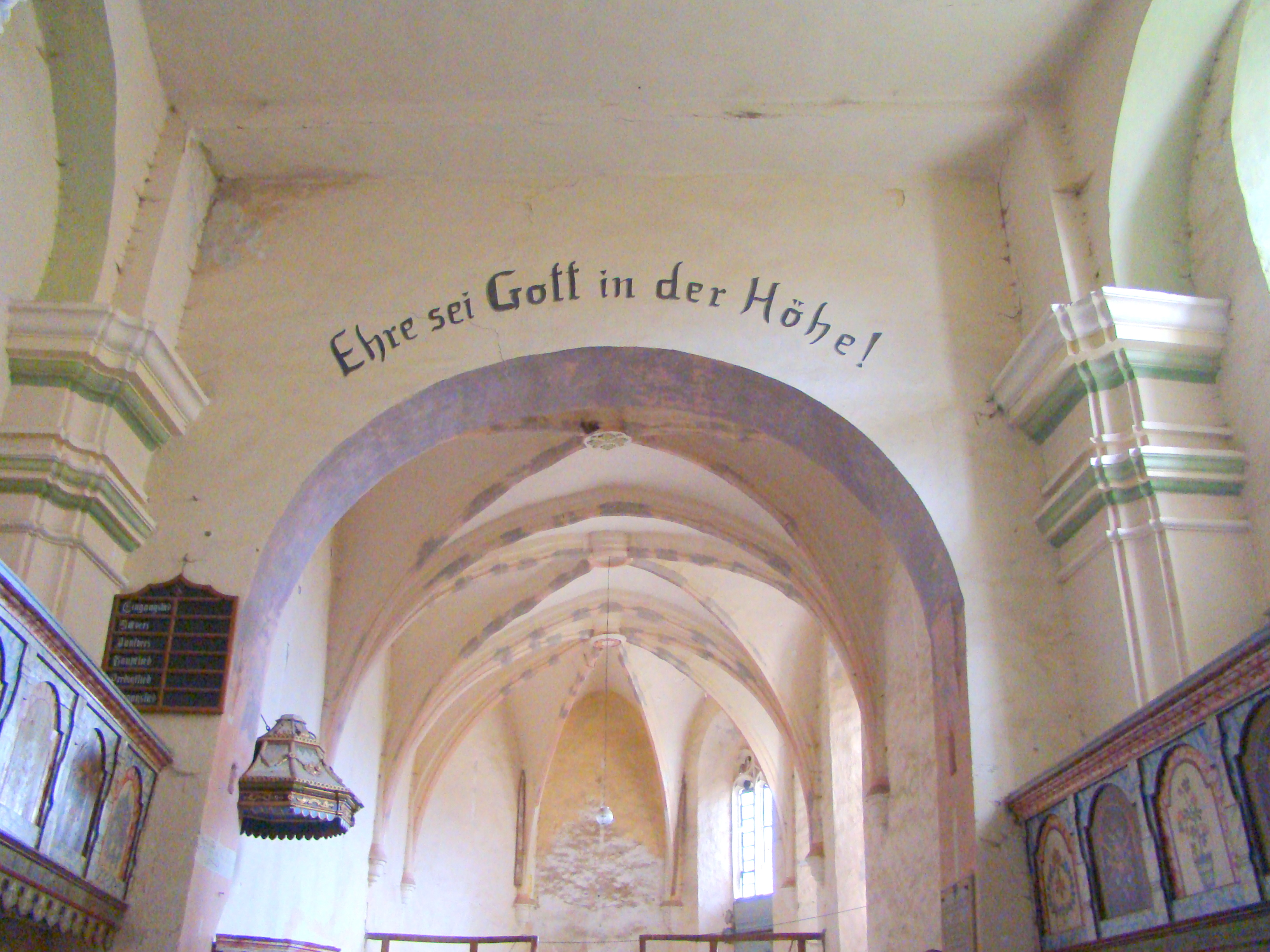
Biserica evanghelică fortificată (interior)
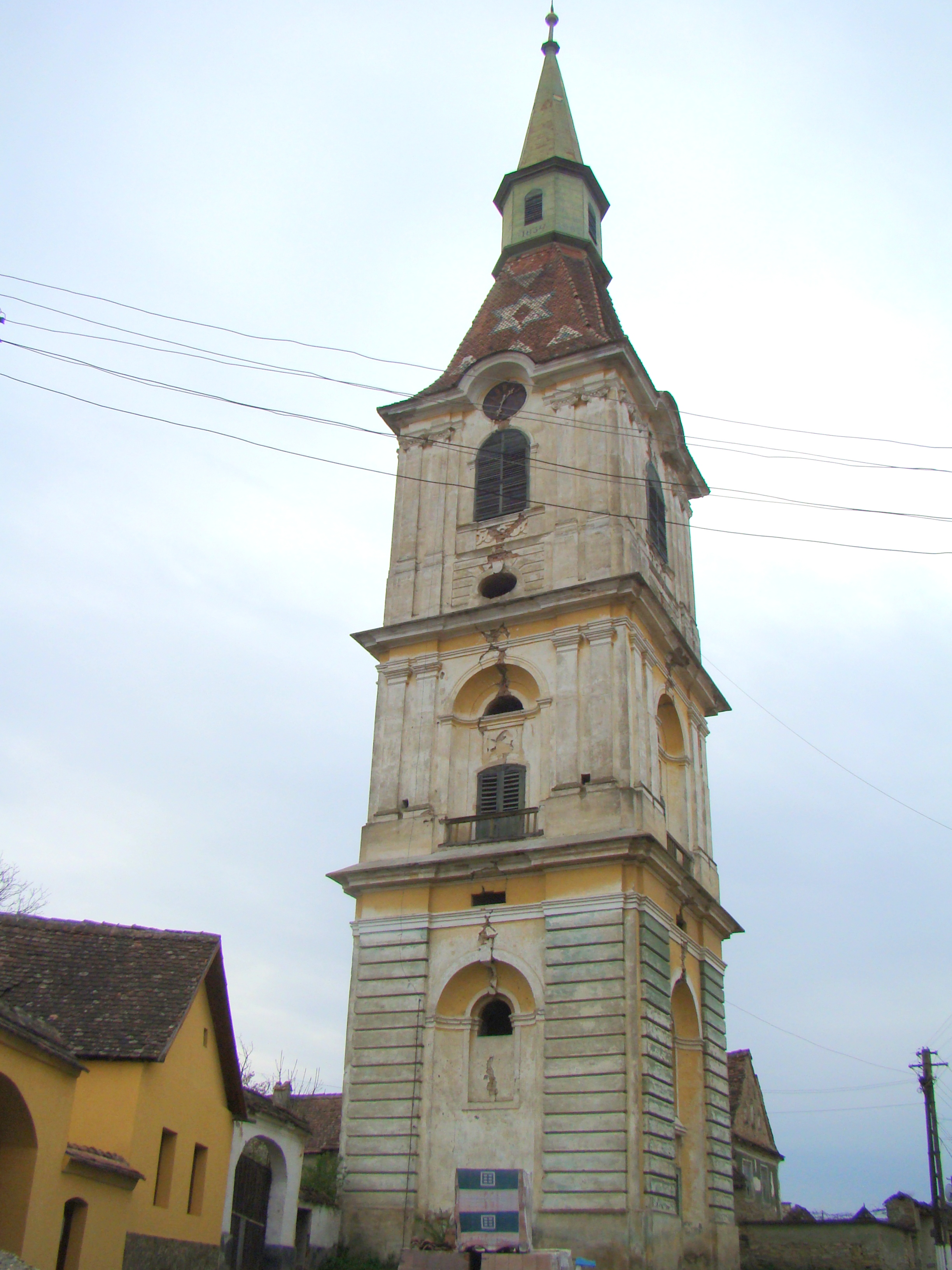
Turnul-clopotniță
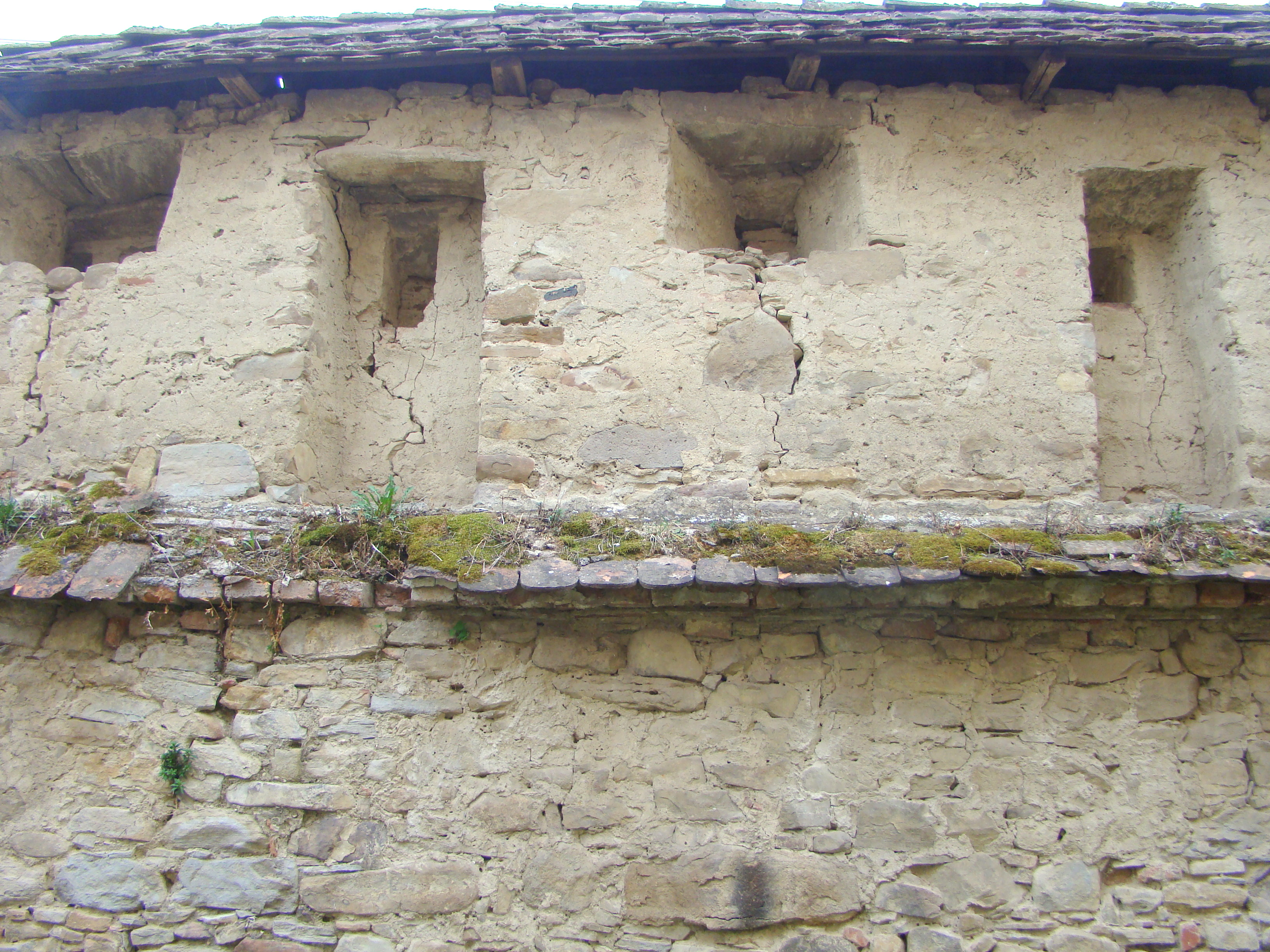
Incinta fortificată